# Lễ hội Pierogi
Lễ hội Pierogi là một lễ hội được tổ chức thường niên ở Whiting, Indiana, Hoa Kỳ, do Phòng Thương mại Whiting – Robertsdale (WRCoC) tổ chức. Nó được đặt tên từ bánh pierogi, một loại hoành thánh đặc sản của Ba Lan. Lễ hội này thu hút được hơn 250.000 người tham gia mỗi năm.

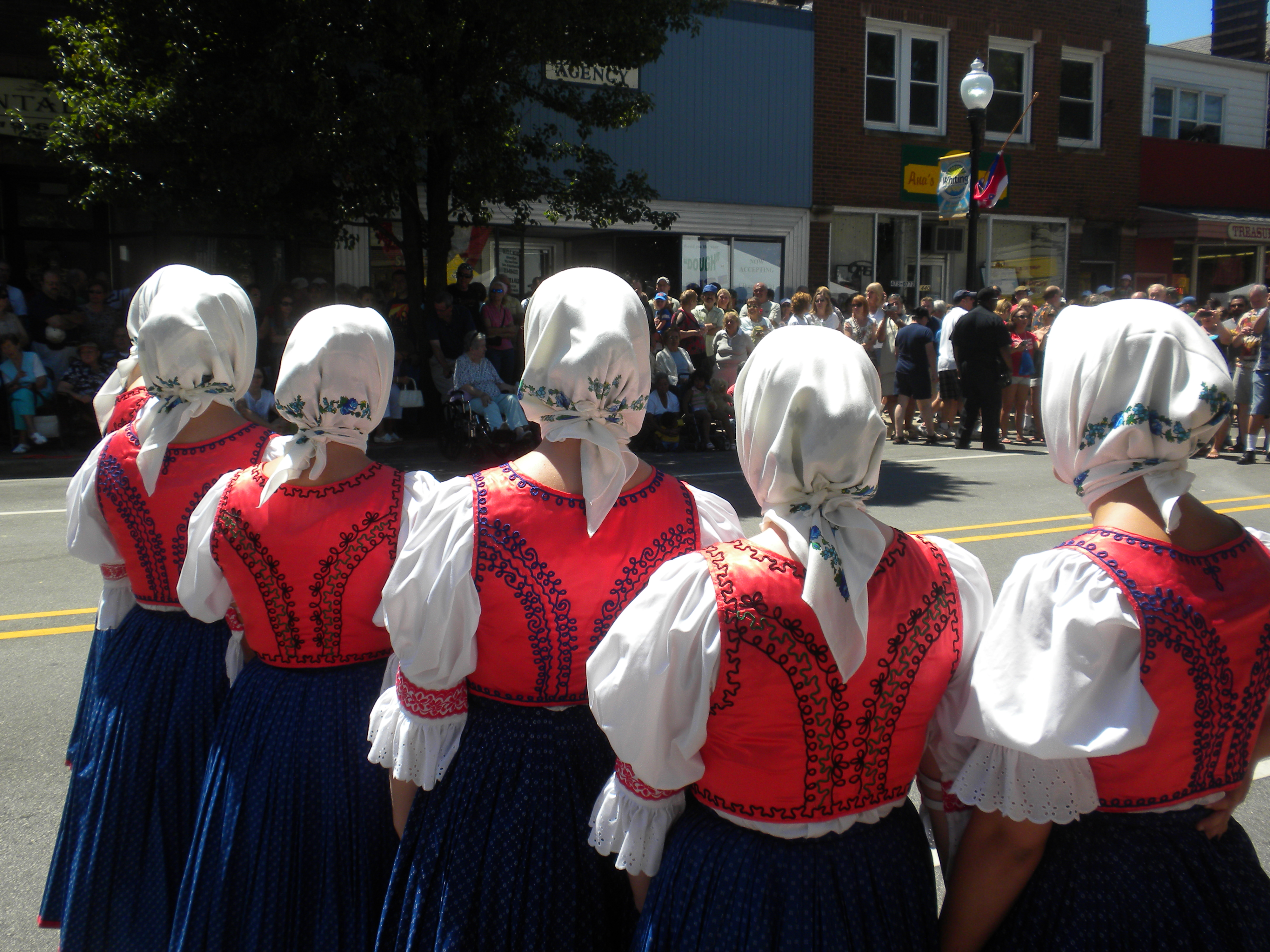
Vũ công Ba Lan tại Lễ hội Pierogi, Indiana.

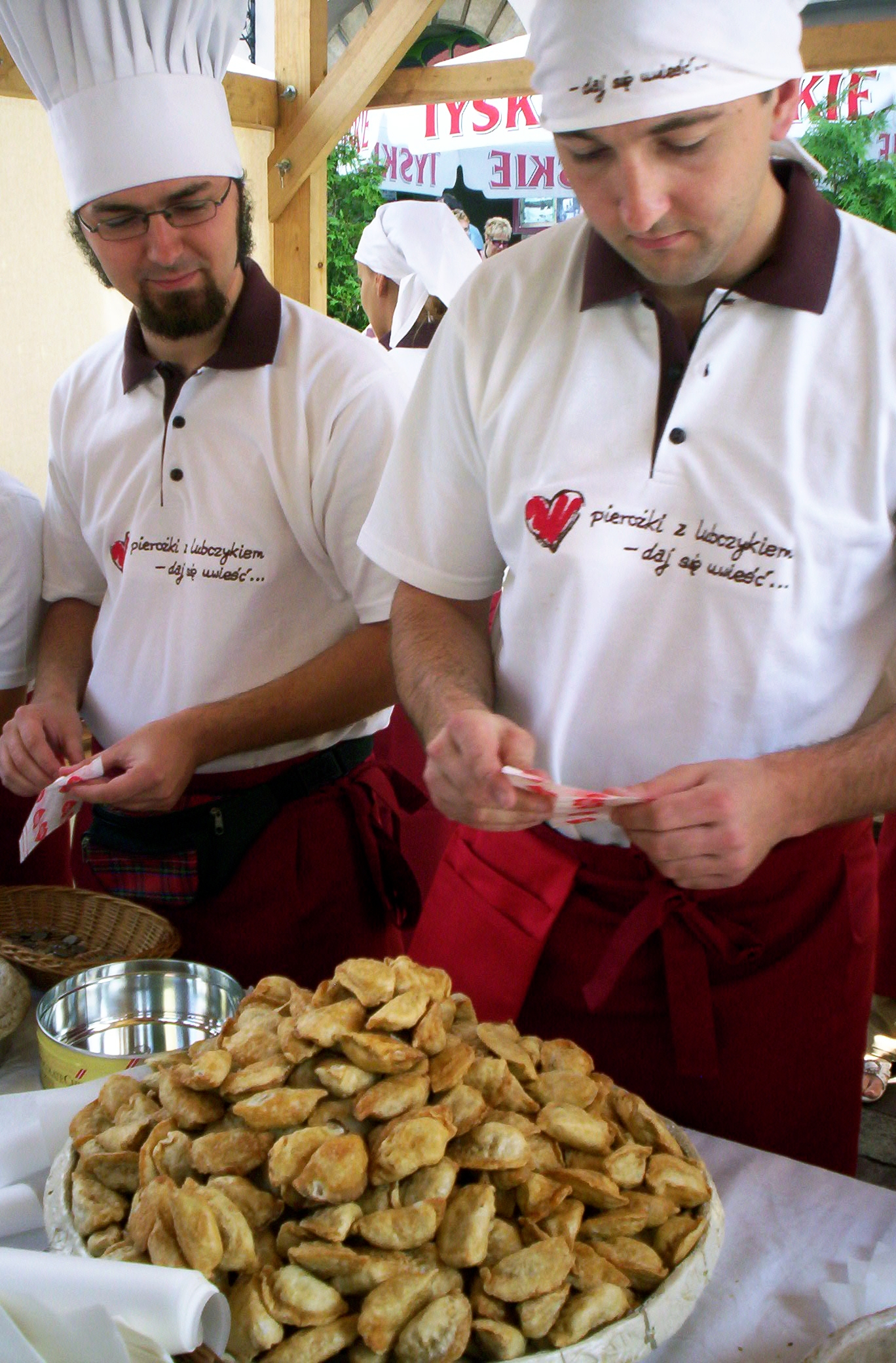
Gian hàng bánh Pierogi.

Lễ hội diễn ra vào tuần cuối cùng của tháng 7, trên phố 119 ở trung tâm thành phố Whiting. Trong những ngày diễn ra lễ hội, đường phố chỉ dành riêng cho người đi bộ. Vào mùa lễ hội Pierogi, trên đườn phố, những gian hàng ẩm thực được dựng lên dọc đường, để phục vụ bánh pierogi, kielbasa và dưa cải Đức. Ngoài ra, còn có các buổi biểu diễn nhạc sống và các trò chơi lễ hội. Các sự kiện khác trong lễ hội bao gồm Diễu hành Polka, Quăng Pierogi và các cuộc thi ăn, và lễ trao vương miện "Mr. Pierogi".
Năm 2017, một lễ hội giống tên là "Lễ hội Pierogi Edwardsville", ở Edwardsville, đã bị các nhà tổ chức của lễ hội Pierogi ở phố Whiting, đâm đơn kiện lên tòa án liên bang vì vi phạm nhãn hiệu, và bị yêu cầu đổi tên sự kiện. Ban đầu, Ủy ban Edwardsville (EHC) cho rằng phí cấp phép của WRCoC là mức phí "trên trời", nên bên này đã đâm đơn ngược lại để thách thức và yêu cầu bồi thường thiệt hại, vì WRCoC vì đã thực thi nhãn hiệu không hợp lệ. Tuy nhiên, vào đầu tháng 6 năm 2018, khi sự kiện phía bên Edwardsville được tổ chức, hai bên đã đạt được thỏa thuận, trong đó EHC công nhận nhãn hiệu để đổi lại quyền sở hữu nhãn hiệu riêng của mình.
Năm 2020, do ảnh hưởng toàn cầu của Đại dịch COVID -19, nên lễ hội Pierogi ở Indiana đã phải hoãn lại.